# سوندرز رو برينسيس
سوندرز رو إس آر.45 برينسيس «الأميرة» (Saunders-Roe SR.45 Princess) كانت طائرة قارب بريطانية. الطائرة طورت وبنيت من قبل شركة سوندرز رو (Saunders-Roe) في منشأة كاوز (Cowes) على جزيرة وايت. تميزت الطائرة بأنها أكبر قارب طائر مصنوع من المعدن بالكامل تم بناؤه على الإطلاق.
تم تطوير الأميرة لتكون بمثابة خليفة أكبر وأكثر فخامة للقوارب الطائرة التجارية التي صنعت قبل الحرب، مثل «شورت إمباير». كان المقصود من صناعتها، الخدمة عبر مسار الأطلسي، مع القدرة على حمل ما يصل إلى 100 راكب بين ساوثهامبتون، بالمملكة المتحدة ومدينة نيويورك، بالولايات المتحدة الأمريكية في ظروف فسيحة ومريحة. لتحقيق ذلك، تقرر في وقت مبكر الاستفادة من تقنية تيربوبروب (Turoprop) المطورة حديثًا حينذاك، واختيار محرك «بريستول بروتيوس» (Bristol Proteus) المطور لتشغيل الطائرة. عانى المشروع من تأخيرات بسبب الصعوبات التي واجهتها في تطوير محرك بروتيوس.
في 22 أغسطس 1952، قامت برينسيس (G-ALUN) بأول طيران نموذجي لها. بين عامي 1952 و 1954، أجرى النموذج الأولي ما مجموعه 47 رحلة تجريبية، بما في ذلك ظهوران علنيان في معرض فارنبرة للطيران. تم تنفيذ هذا العمل بموجب عقد تطوير لوزارة التموين، وكان القصد من ذلك أن يؤدي إلى عقد للطائرة مع الناقل الوطني شركة الخطوط الجوية البريطانية لما وراء البحار (BOAC). على الرغم من أن عقد التطوير الأولي قد تم الوفاء به بنجاح، قررت (BOAC) في النهاية التركيز على الطائرات التقليدية التي تهبط وتقلع من مطارات على اليابسة باستخدام طائرة دي هافيلاند كوميت، والتي تعمل بالطاقة النفاثة. في ذلك الحين أعتبر أن عصر القارب الطائر الكبير انتهى فعليًا قبل اكتمال الطائرة.
في النهاية، تم إلغاء العمل على برينسيس بعد إنتاج ثلاثة أمثلة، طار واحدًا منها فقط. بحلول منتصف عقد 1950، سيطرت طائرات الركاب "البرية" بشكل متزايد على الرحلات الجوية، وطغت على قوارب الطيران التجارية الكبيرة. عوامل أخرى ساعدت ذلك، مثل التحسينات التي أضيفت لمدارج الطيران والمطارات. بعد إنهاء المشروع، تم تخزين هياكل الطائرات الثلاثة بقصد بيعها؛ ومع ذلك، عند استلام عرض واعد للطائرة، وجد أن التآكل قد حدث أثناء التخزين. ونتيجة لذلك، تم إلغاء النماذج الأولية للطائرات الثلاث فيما بعد.

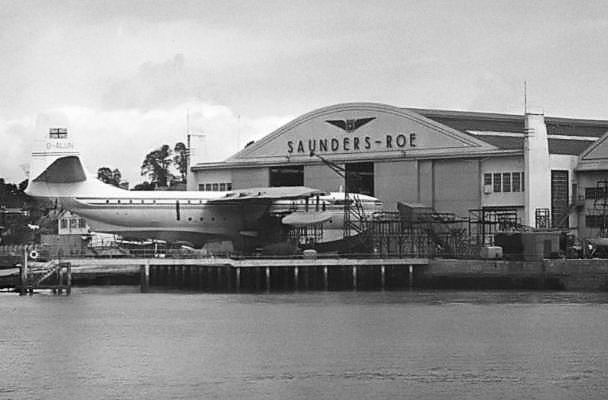
Saro Princess G-ALUN at the East Cowes works in September 1954

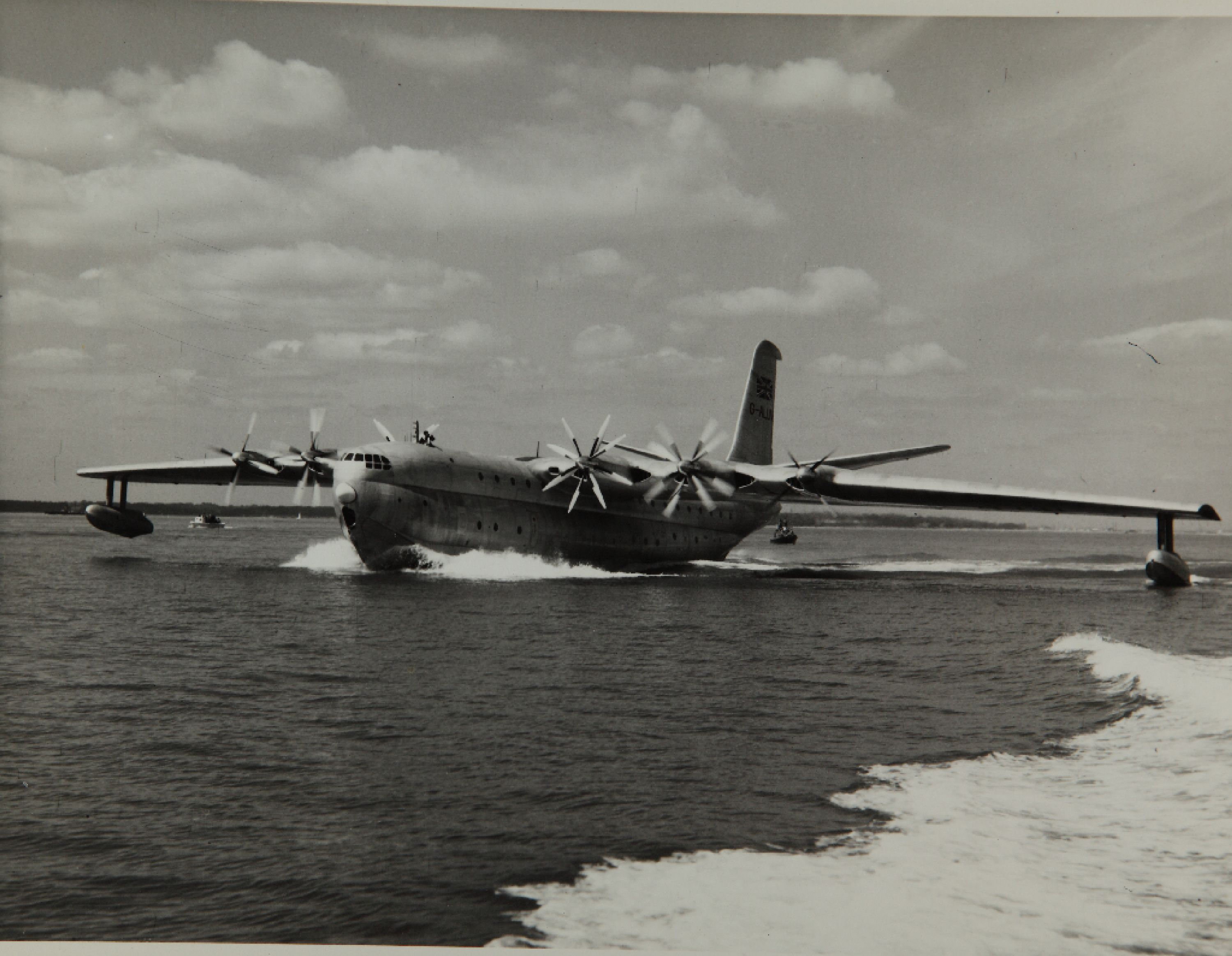
A Saunders-Roe SR.45 Princess during a taxiing run

## مواصفات

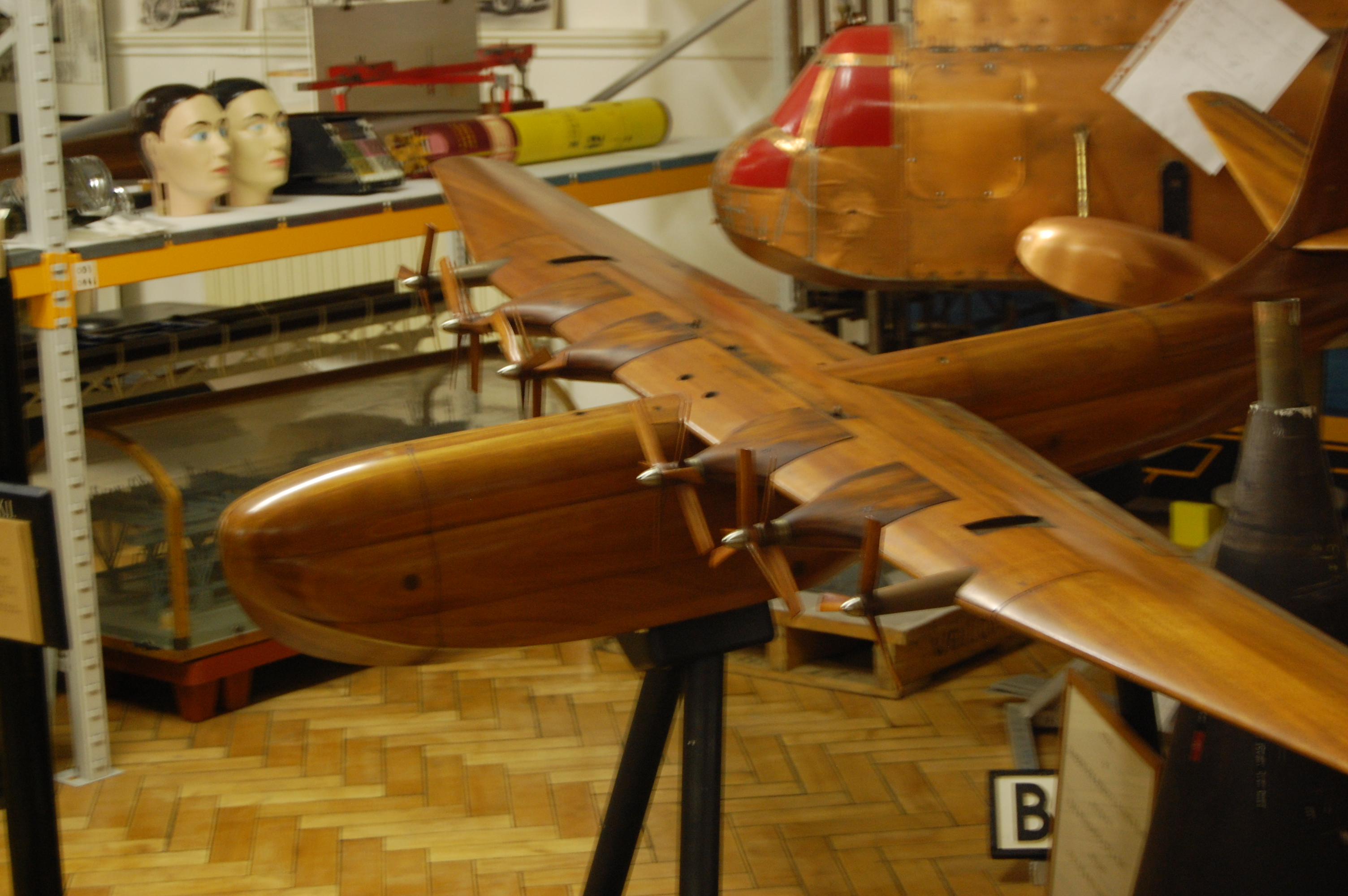
Wooden model of the SR.45 Princess used for wind tunnel testing

البيانات من سوندرز وسارو الطائرات منذ عام 1917 طائرات القوارب البريطانية and و  الطيران 1952
الخصائص العامة
- طاقم: 2 طياران و2 مهندسو طيران ومشغل راديو وملاح
- سعة: 105 راكب على درجتي السياحية والأولى / 137,000 رطل (62,142.2 كـغ) حمولة يمكن التخلص منها
- طول: 148 قدم (45 م)
- باع الجناح: 219 قدم 6 بوصة (66.90 م) مع تراجع عوامات قمة الجناح. 209 قدم 6 بوصة (63.86 م) مع عوامات ممتدة.
- ارتفاع: 55 قدم 9 بوصة (16.99 م)
- مساحة الجناح: 5,019 قدم2 (466.3 م2)
- جناح حامل: "Saro-modified Goldstein section" to "modified N.A.C.A. 4415 Series" at tip[6]
- الوزن فارغة: 190,000 رطل (86,183 كـغ)
- الوزن الإجمالي: 330,000 رطل (149,685 كـغ)
- وزن الإقلاع الأقصى: 345,025 رطل (156,501 كـغ)
- سعة الوقود: 14,000 غالون إمب (63,645.3 ل؛ 16,813.3 غال-أمريكي) in four integral inner wing tanks.
- محركات: 4 × Bristol Coupled-Proteus 610[ا] turboprop, 5,000 حصان (3,700 كـو)  الواحد + 1,660 رطلق (7.38 كـن) residual thrust at 10,000 rpm at sea level[7][ب]
- محركات: 2 × Bristol Proteus 620 Turboprop engines, 2,500 حصان (1,900 كـو)  الواحد + 820 رطلق (3.65 كـن) residual thrust at 10,000 rpm
- مراوح: 4-ريشة دي هافيلاند constant speed, quick-feathering دورالومين propellers.[9], 16 قدم 6 بوصة (5.03 م) diameter

أداء
- السرعة القصوى: 380 ميل/س؛ 611 كم/س (330 عقدة) at 37,000 قدم (11,000 م)
- سرعة العبور: 360 ميل/س (313 عقدة؛ 579 كم/س) at 32,500 قدم (9,900 م)
- Stall speed: 113 ميل/س؛ 181 كم/س (98 عقدة) flaps and floats down
- مدى: 5,720 ميل (4,971 nmi؛ 9,205 كـم)
- قدرة التحمل: 15 hours
- سقف الخدمة: 39,000 قدم (11,887 م) absolute
- معدل الصعود: 1,900 قدم/د (9.7 م/ث) at 184 ميل/س (296 كم/س؛ 160 عقدة) at sea level

### اقتباسات
- Bridgman، Leonard (1953). Jane's All The World's Aircraft 1952–53. London: Jane's.
- "Concerning flying boats". الطيران الدولي. 6 يوليو 1951. ص. 10–11. مؤرشف من الأصل في 2019-04-03.
- "Flying ship on the stocks". الطيران الدولي. 16 مارس 1950. ص. 344–345. مؤرشف من الأصل في 2019-04-03.
- Hull، Norman (2002). Flying Boats of the Solent: A Portrait of a Golden Age of Air Travel. Silver Link Publishing Ltd. ISBN:1-85794-161-6.
- Kaplan, Philip. "Big Wings: The Largest Aeroplanes Ever Built." Pen and Sword, 2005. (ردمك 1-84415-178-6).
- London، Peter (2003). British Flying Boats. Stroud, UK: Sutton Publishing. ISBN:0-7509-2695-3.
- London، Peter (1988). Saunders and Saro Aircraft since 1917. London: Conway Maritime Press Ltd. ISBN:0-8517-7814-3.
- "The Princess: Design Details of the Great Saunders-Roe Flying boat". الطيران الدولي. 26 سبتمبر 1952. ص. 411–422. مؤرشف من الأصل في 2019-04-03 – عبر Flightglobal Archive.
- "Ten Turboprops Power Giant Flying Boat." Popular Science, August 1949.
- "A winged ship takes form." Flight, 7 December 1951, p. 724.
- "SR/45"، Flight، ج. LIII، ص. 63–68، 15 يناير 1948، مؤرشف من الأصل في 2019-04-03
- Wealthy، Bob (29 يناير 2009). "Saunders Roe and the Princess Flying Boat" (PDF). Solent Aeromarine Enterprises. مؤرشف من الأصل (PDF) في 2020-09-23.

## روابط خارجية
- Sea Wings Gallery of Images
- Video on Youtube
- "Britain's Biggest Flying Boat," Popular Mechanics, September 1948

قالب:Saro aircraft